# Dicamptus isshikii
Dicamptus isshikii là một loài tò vò trong họ Ichneumonidae.